# William Greenhill
William Greenhill (1591 – Stepney, 27 settembre 1671) è stato un religioso e predicatore inglese, ministro della fede non conformista di fede puritana, che partecipò all'Assemblea di Westminster.

## Biografia
Di modeste origini, suo padre era probabilmente un piccolo fattore del piccolo villaggio di Harrow on the Hill, presso il borgo londinese di Harrow (Middlesex). L'26 giugno 1615, all'età di diciassette anni, entrò come matricola al Gonville and Caius College dell'Università di Cambridge, dove ottenne il Bachelor of arts nel 1619 ed il Master of Arts nel 1622. Il 21 dicembre 1628 ottenne l'ordinamento sacerdotale diventando parroco del villaggio di Oakley nel Suffolk il 20 febbraio 1629. In questo stesso periodo, insieme al suo compagno di studi Jeremiah Burroughs (che avrebbe partecipato insieme a lui all'Assemblea di Westminster) si recava spesso a Londra per ascoltare i sermoni di celebri predicatori. Fu in questo modo che sviluppò le sue convinzioni di stampo puritano, soprattutto ascoltando i sermoni del celebre predicatore e teologo John Preston, che egli aveva conosciuto all'Università di Cambridge e con il quale intrattenne una devota corrispondenza fino alla morte di quest'ultimo nel 1628.

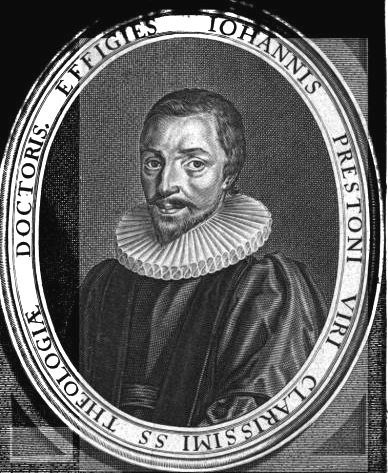
Ritratto del predicatore e teologo John Preston, i cui sermoni influenzarono fortemente il giovane Greenhill

Ben presto le sue convinzioni puritane entrarono in conflitto con la politica religiosa di re Carlo I d'Inghilterra molto vicina alle teorie dell'arminianesimo che enfatizzavano in maniera particolare l'autorità del clero sui fedeli. A tal proposito nel dicembre 1629, Greenhill lamentò alla sua patrona, Lady Anne Bacon (madre di Francesco Bacone), l'imposizione da parte del re di sostituire i sermoni pomeridiani con delle classi di catechismo ma soprattutto con l'obbligo di fare uso del contestatissimo Book of Common Prayer durante le funzioni, oltre a quello di fare uso della cotta come paramento liturgico.
Insieme a Jeremiah Burroughs e ad altri eminenti leader puritani come Thomas Young, John Symonds e Robert Stansby, partecipò ad una serie di letture presso il villaggio di Mendlesham, nel Suffolk, dove si trovava una consistente comunità di fedeli puritani. Questa attività non restò inosservata agli occhi del Vescovo di Norwich Matthew Wren il quale privò Greenhil delle sue funzioni sacerdotali dopo che questi si era rifiutato di sottomettersi all'imposizione di leggere durante la messa il Book of Sports, ovvero un elenco di attività ludiche e ricreative che era consentito praticare di Domenica e negli altri giorni di festività religiosa. Costretto a fuggire dalla persecuzione Greenhill, in compagnia del suo amico Burroughs, si rifugiò a Rotterdam dove continuò a praticare il credo puritano insieme ad altri indipendenti esuli come William Bridge, Sydrach Simpson ed altri. Nell'autunno del 1637, travestito da soldato, Greenhill fece ritorno in Inghilterra con sbarcando nel porto di Great Yarmouth con un carico di barili che nascondevano opere di stampo puritano condannate dalla Chiesa anglicana, come la Letanie of Dr. John Bastwicke scritta dal medico e polemista puritano John Bastwick, in cui si condannavano i vescovi come nemici di Dio.
A partire dal 1641 Greenhil si trasferì a Londra e venne nominato ministro e predicatore della chiesa londinese di St Pancras a Soper Lane su segnalazione di Lady Joan Cromwell, figlia del parlamentare Henry Williams Cromwell, con la quale Greenhill aveva intrapreso un rapporto epistolare.

### La Guerra Civile inglese e l'Assemblea di Westminster
Con lo scoppio della Guerra civile inglese, Greenhill si schierò con il Parlamento a maggioranza puritana. Il 26 aprile 1643 egli pronunciò un sermone al cospetto della Camera dei Comuni che venne pubblicato successivamente, per ordine della stessa Camera, nel 1644 con il titolo The Axe at the Root. In quello stesso anno entrò a far parte dell'Assemblea di Westminster, all'interno della quale divenne quasi subito figura di spicco degli Indipendenti, un movimento che professava un'organizzazione ecclesiastica di stampo congregazionalista, non riconoscendo alcuna autorità ecclesiastica di più vasto respiro. Con la fine del controllo dell'autorità monarchica di Carlo I sulla libertà religiosa, il movimento religioso puritano iniziò a frammentarsi in un pericoloso settarismo che sarebbe potuto finire fuori controllo da parte del Parlamento, a tale scopo alcuni degli esponenti più moderati tra gli Indipendenti come William Burroughs, Philip Nye, Joseph Caryl e lo stesso Greenhill, firmarono un pamphlet il 28 dicembre 1643 dal titolo Certaine Considerations to Diswade Men from Further Gathering of Churches in this Present Juncture of Time, in cui ci si appellava alle varie sette di cessare la loro attività, accettando quanto era stato già sottoscritto da Indipendenti congregazionalisti e Presbiteriani, allo scopo di non indebolire l'unità del Parlamento nella sua lotta contro il re.

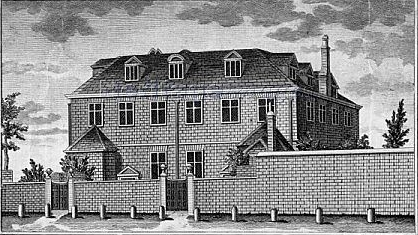
La Stepney Meeting House nel 1783 da un'incisione di Alexander Hogg, della quale Greenhill fu il primo parroco dal 1644 alla sua morte

Nel 1644 partecipò alla formazione di una congrega nella chiesa parrocchiale londinese di Stepney Meeting House, Stepney, alla quale aderirono anche molti fedeli appartenenti ad altre parrocchie ed esponenti di movimenti religiosi radicali, come il colonnello John Okey e la profetessa e visionaria religiosa Anna Trapnell. Il 12 dicembre 1644, fu firmatario insieme ad altri Indipendenti di una petizione per opporsi alla politica filo-presbiteriana del Parlamento. e nel 1645 ribadirono le loro posizioni con il libello dal titolo A Copy of a Remonstrance Lately Delivered in tothe Assembly, nella quale protestavano per le implementazioni della politica presbiteriana aggiungendo forti critiche per l'indifferenza manifestata dal Parlamento nei confronti delle loro precedenti rimostranze.
Mentre era ancora impegnato nelle sedute dell'Assemblea di Westminster, Greenhil iniziò a dedicarsi ad un ampio studio esegetico sul Libro di Ezechiele, il primo volume del quale venne pubblicato nel 1645 con il titolo An Exposition of the Five First Chapters of the Prophet Ezekiel, con una dedica ad Elisabetta di Boemia, sorella di Carlo I. I successivi quattro volumi apparvero tra il 1649 ed il 1662. In quest'opera sono presenti numerosi riferimenti agli eventi a cui aveva assistito l'autore, in essa egli comparava l'Esilio babilonese del popolo ebraico a quello del popolo inglese, esiliato dalle proprie libertà, dalle proprie libertà e dalla vera religione.
Quando la Camera dei Comuni il 9 novembre 1647 condannò l' Agreement of the People, il libello scritto dalla fazione parlamentare dei livellatori, Greenhill fece parte di una coalizione mista di Indipendenti e di battisti che appoggiò la condanna. L'opposizione alle istanze dei livellatori continuò nello stesso mese quando sedici ministri della fede, tra cui Greenhill, Thomas Brooks, Christopher Feake e William Kiffin, pubblicarono in forma anonima il libello dal titolo A declaration by congregational societies in and about the City of London, as well of those commonly called Anabaptists, as others, in cui si ribadiva il diritto alla libertà religiosa ma si condannavano la poligamia, la comunità dei beni ed il livellamento sociale professati dai livellatori, che rigettarono le accuse per mano di uno dei loro portavoce, il medico William Walwyn.
Nel 1649 Greenhill appoggiò l'esecuzione di Carlo I, e venne successivamente nominato cappellano dal Parlamento dei tre figli del defunto re.
Nel 1651, gli stessi autori del precedente libello continuarono la loro polemica contro i livellatori con un nuovo pamphlet dal titolo A declaration of divers elders and brethren of congregationall societies in and about the City of London, questa volta non in forma anonima, nella quale essi si opponevano ad una forma di governo frutto unicamente dall'unione di tutte le diverse congregazioni religiose, in nome di una rappresentanza che escludesse i libertini, coloro che si opponevano alla proprietà privata e coloro che erano rimasti fedeli alla corona.

### L'interesse per la letteratura religiosa e per l'attività missionaria
Come ebbe modo di scrivere nella sua prefazione all'opera del suo amico e collega William Burroughs The Excellency of a Gracious Spirit, il potere della stampa e della lettura erano fondamentali per questo esegeta biblico e autore di libelli e pamphlets. Per questo motivo egli si dedicò assiduamente alla lettura ed all'analisi critica dei testi dei maggiori autori religiosi dell'epoca, Jeremiah Burroughs, William Bridge, Thomas Shepherd, Thomas Allen, Simon Moor, Samuel Eaton e John Robotham, con i quali intrattenne fitte corrispondenze epistolari.
Nel 1652 fece parte di una commissione parlamentare per stilare una mozione per la condanna del cosiddetto Catechismo Racoviano, una dottrina di ispirazione sociniana originaria della Polonia e diffusasi in Europa, soprattutto nel Repubblica delle Province Unite e nel Regno d'Inghilterra. Il 2 aprile 1652 il Parlamento Inglese ratificò la confisca e la messa al rogo di tutti i testi in circolazione su questa dottrina.
Su richiesta della commissione parlamentare per la diffusione della religione nel Galles, Greenhill, insieme a William Bridge, William Strong, ed altri scrissero nel 1652 un libello dal titolo The Humble Proposals of Mr Owen, Mr Tho Goodwin, Mr Nye and other Ministers, nel quale proponevano la costituzione di due commissione che mettessero sotto esame la chiesa gallese nella sua situazione presente. Mentre un comitato locale avrebbe dovuto esaminare ed approvare gli appartenenti al clero, una commissione nazionale avrebbe dovuto occuparsi di espellere i ministri della fede e gli insegnanti considerati indegni. Sempre a tal proposito scrisse un elogio per l'attività del commissario del Parlamento inglese in Galles, il ministro del culto e scrittore gallese Vavasor Powell.
Greenhill fu coinvolto anche nella promozione della diffusione evangelica tra i nativi americani; insieme a Stephen Marshall, Thomas Goodwin, Sidrach Simpson e Simeon Ashe, stilarono una lettera indirizzata al Parlamento a favore di questo tipo di iniziative, essa venne successivamente utilizzata come prefazione alla raccolta di lettere Strength Out of Weakness: Or A Glorious Manifestation of the Further Progress of the Gospel Among the Indians in New England scritte da Henry Whitefield,  un pastore dei coloni di Guilford nella Colonia del Connecticut.
Nel 1660 fu espulso dal suo vicariato e, sebbene seguisse con interesse la rivolta del movimento millenarista dei Fifth Monarchists guidato da Thomas Venner, nel gennaio 1661 insieme ad altri ventiquattro congegazionalisti nel libello A Renuntiation and Declaration, ma nonostante ciò, il 12 giugno 1661 alcuni magistrati lo inclusero in una lista di dissidenti accusati di essere in contatto con la Repubblica Olandese. Non più attivo da tempo in politica, Greenhill continuò a predicare nella sua comunità indipendente di Stepney, talvolta nella sua stessa casa, adiacente alla chiesa, talvolta in un salone nascosto alla vista dei curiosi e dei delatori.
Nell'ultimo periodo della sua vita, pur tenendosi lontano dalla politica e dalla controversia religiosa, Greenhill si mantenne in contatto con le colonie del Nuovo Mondo e con le loro attività di evangelizzazione, come testimoniato dalla lettera a Increase Mather, eminente figura religiosa nella Colonia della Baia del Massachusetts e presidente dell'Harvard College; la lettera venne poi pubblicata con il titolo The Mystery of Israel’s Salvation nel 1669.
Morì il 27 settembre 1671 senza lasciare una vedova ma un unico figlio, Joseph Lindsey ,a cui lasciò tutte le sue proprietà.

## Opere
- The Axe at the Root (1644)
- An Exposition of the Five First Chapters of the Prophet Ezekiel (1645)